# Відносини Ірак — Європейський Союз
Відносини Іраку та Європейського Союзу — це міжнародні відносини між Республікою Ірак і Європейським Союзом. Відносини були напруженими з початку 1990-х років, але зараз вони поступово прогресують. У разі вступу Туреччини до ЄС Ірак межуватиме з Європейським Союзом.

## Передумови
У 1990-х роках почали проявлятися відмінності в підходах Європи та США до питання Іраку. Цей період, після вигнання Іраку з Кувейту в 1991 році, характеризувався політикою стримування. Разом з цією політикою, однак, Сполучені Штати все більше залучалися до відстоювання демократії для арабських держав, процесу, який не мав аналогів у Європі. Повільний рух у Вашингтоні від політики стримування до політики зміни режиму досяг значної віхи в 1998 році, коли адміністрація Клінтона прийняла Акт про визволення Іраку. Паралельного руху в Європі не було.
Європейська опозиція політиці зміни режиму в Іраку означала, що в Європі мало обговорення щодо того, як може виглядати Ірак після Саддама. У континентальній Європі також була виражена настороженість щодо іракської опозиції. Навіть грудневу конференцію 2002 року на тему демократії в Іраку довелося перенести з Брюсселя до Лондона через чутливість цієї теми для європейців. У Сполученому Королівстві, країні, найближчій до Сполучених Штатів щодо Іраку, стосунків між іракськими опозиціонерами та офіційними колами було мало.
Європейська спільна зовнішня політика та політика безпеки (CFSP) з'явилася після Маастрихтського договору в 1993 році. У 1999 році CFSP було зміцнено шляхом створення посади її високого представника. Криза в Іраку була найбільш значущим випробуванням, з яким досі доводилося боротися CFSP. Проте Ірак вважав, що ЄС не може діяти як єдине ціле. Швидше, наближення реальної кризи призвело до розколу основних держав ЄС; з Францією та Німеччиною, які виступають проти планів вторгнення в Ірак під керівництвом США; і Сполучене Королівство твердо приєдналася до Америки та залучила війська до вторгнення. Інші європейські країни виступили на боці будь-якої позиції, багато з яких зробили внесок у багатонаціональні сили в Іраку.

## Дивізії на підході до війни в Іраку 2003 року
Стурбованість амбіціями режиму Саддама Хусейна та можливістю того, що Ірак приховує аспекти своєї програми зброї масового знищення (ЗМЗ) від інспекційних груп Організації Об’єднаних Націй, була спільною для Сполучених Штатів і всіх держав-членів Європейського Союзу. На основі цієї спільної занепокоєння 9 листопада 2002 р. була прийнята Резолюція Ради Безпеки 1441, яка відобразила єдність в ЄС. Проте вже було помітно свідчення різної орієнтації на застосування сили в країнах ЄС.

### Франції та Німеччини
У Франції та Німеччині готовність відкрито порвати з Вашингтоном у цьому питанні була особливо помітна з самого початку. Адміністрація США відзначила і була обурена використанням популістської антивоєнної риторики, зробленої тодішнім канцлером Німеччини Герхардом Шредером у його заявці на переобрання у вересні 2002 року. Це була перша ознака нової атмосфери взаємного нетерпіння та роздратування між Сполученими Штатами та деякими країнами Західної Європи. Багато цитовані коментарі міністра оборони Сполучених Штатів Дональда Рамсфельда, зроблені в цей час, розрізняючи «Стару Європу» (Франція та Німеччина) та «Нову Європу» (країни Центральної Європи ), які були більш прихильними до позиції Америки щодо Ірак, підтвердив позицію взаємної підозри, що виникає між адміністрацією США та урядами Франції та Німеччини.
Оскільки в перші місяці 2003 року військові дії стали виглядати все більш і більш неминучими, президент Франції Жак Ширак став основним представником думки, що інспекторам ООН з озброєнь потрібно більше часу для пошуку в Іраку забороненої зброї. Він підтримав прохання головного інспектора ООН з ядерної зброї Мохамеда Ель-Барадея про продовження терміну "на кілька місяців". Президент Франції зазначив, що його країна тісно координує свої позиції з Німеччиною. Німеччина справді висловила свою заперечення проти голосування Ради Безпеки ООН щодо військових дій і, на відміну від Франції, зазначила, що буде проти будь-якого запиту ООН на підтримку військових дій.
Бажання Франції виступити противагою Сполученим Штатам на міжнародній арені є одвічною особливістю міжнародних відносин. Однак Німеччина була однією з найбільш проамериканських країн у Європі, і тому її опозиція проти позиції США щодо Іраку була більш дивною. Це можна розглядати як аспект зростаючого бажання Берліна відігравати незалежну, наполегливу роль у міжнародних справах відповідно до його власної громадської думки, а також як дуже глибокий скептицизм в Європі щодо причин війни з Іраком.

### Сполучене Королівство та Іспанії
Проти виникаючого франко-німецького союзу проти війни виступали країни, що представляли як «Стару», так і «Нову» Європу, за термінами секретаря Рамсфельда. У першій категорії і прем’єр-міністр Сполученого Королівства Тоні Блер, і прем’єр-міністр Іспанії Хосе Марія Аснар твердо підтримували думку США щодо передбачуваної небезпеки, яку представляє Ірак. З боку обох цих людей існувала явна обурення за те, що вони вважали високою позицією французького президента та сенсом, у якому його ставлення, здавалося, означало ситуацію природного лідерства Франції в Європі.
Блер робив більше, ніж Сполучені Штати, наголос на необхідності чіткого міжнародного мандату для дій щодо Іраку, і був провідним голосом у дотриманні другої резолюції Ради Безпеки ООН перед будь-якими подальшими кроками. Ця позиція була життєво важливою з точки зору внутрішнього становища британського прем'єр-міністра, але на практиці слугувала лише загостренню розбіжностей між позиціями Сполученого Королівства та Франції, зменшуючи ймовірність спільної європейської відповіді.
Розрив між Сполученим Королівством і Францією щодо питання Іраку кинув на сміливе полегшення дві різко різні позиції щодо ролі Європи у світових справах. Таким чином, позиції Франції та Німеччини широко підтримували Бельгія, Греція, Люксембург та нейтральні держави, такі як Республіка Ірландія. У атлантистському куточку, тим часом, окрім Сполученого Королівства були ще Іспанія, Італія, Нідерланди, а також Португалія та Данія.  Підтримка позиції США країнами Центральної Європи та Балтії, про яку було заявлено в лютому 2003 року, викликала гнів у французів і призвела до відомого вибуху президента Ширака, який уряд цих країн.
Ці різні позиції не залишилися лише на декларативному рівні. Оскільки друга резолюція ООН не прийняла, Сполучене Королівство разом з Іспанією, Польщею, Італією та Нідерландами залучили війська до вторгнення в Ірак .  Таким чином, війна тривала без другої резолюції ООН , якої хотіло Сполучене Королівство, і з відкритою опозицією Франції та Німеччини. Ці останні країни опинилися в малоймовірному союзі з Росією через війну. 

## Політика ЄС та європейських держав щодо Іраку після вторгнення

### Політика і дипломатія
Після вторгнення та знищення режиму Саддама Хусейна початкова позиція Франції, як головного західного противника війни, була за швидке припинення американської та британської окупації, а замість неї — створення Адміністрація ООН в Іраку. Подальша неспроможність Сполучених Штатів та їх союзників знайти іракське ЗМЗ, через яке велася війна, сформувало важливий фон для подальшої позиції Франції та Німеччини. Зазначалося, що Франція та інші європейські країни були більш зацікавлені в участі ООН в Іраку, ніж сама ООН.
Після вторгнення та знищення режиму Саддама Хусейна початкова позиція Франції, як головного західного противника війни, була за швидке припинення американської та британської окупації, а замість неї — створення Адміністрація ООН в Іраку. Подальша неспроможність Сполучених Штатів та їх союзників знайти іракське ЗМЗ, через яке велася війна, сформувало важливий фон для подальшої позиції Франції та Німеччини. Зазначалося, що Франція та інші європейські країни були більш зацікавлені в участі ООН в Іраку, ніж сама ООН.
Для Франції та її антивоєнних союзників питання швидкого відновлення суверенітету Іраку та припинення американської окупації було першорядним з самого початку. Для Сполученого Королівства, лідера провоєнної фракції серед європейських країн, найактуальнішою дипломатичною проблемою після війни було запобігання подальшому погіршенню відносин США та ЄС . У перші місяці у британців була своя критика щодо поводження США з окупацією. Існували розбіжності зі Сполученими Штатами щодо військової тактики, при цьому британські спостерігачі критикували роботу 3-ї піхотної дивізії в Багдаді і, зокрема, команду під керівництвом генерала Джея Гарнера, який протягом короткого періоду керував післявоєнним Іраком. Незважаючи на ці побоювання, участь британських військ в Іраку залишалася найбільш значущою після того, як Сполучені Штати.
28 червня 2004 року влада була офіційно передана головою CPA Полом Бремером тимчасовому уряду Іраку на чолі з Аядом Алаві . Передача відбулася таємно, на тлі триваючих повстанців і кровопролиття в Іраку.
Франція знову очолив звинувачення у своїй різкій критиці нових домовленостей, які з’явилися після червня 2004 року. Французи критично ставилися до складу нового уряду, який, на їхню думку, не представляє достатнього відходу від попередньої адміністрації під керівництвом США.
З червня 2004 року можна помітити початок більш загального обережного повторного залучення країн ЄС до нового Іраку. Стратегічний документ, підготовлений ЄС того ж місяця, рекомендував активну співпрацю Європи з новим урядом Іраку. Документ передбачав запрошення ЄС Іраку приєднатися до Стратегічного партнерства ЄС для Середземномор’я та Близького Сходу. Він також рекомендував державам ЄС приєднатися до натискання на те, щоб Ірак був прийнятий до Світової організації торгівлі, і щоб ЄС мав відновити привілейовані торговельні партнерські відносини з Багдадом.
Суттєва лінія розмежування в європейському сприйнятті Іраку пролягала між Францією та Німеччиною, з одного боку, і Сполученим Королівством, Польщею та Іспанією, з іншого. Менші нейтральні країни тоді мали тенденцію приєднатися до Франції та Німеччини, а низка нових держав-членів була з Сполученого Королівства, Польщею та Іспанією. Однак у середині 2004 року, після поразки Хосе Марії Аснара на виборах від Іспанської соціалістичної робітничої партії Хосе Луїса Родрігеса Сапатеро, Іспанія фактично перейшла до іншого табору. Сапатеро оголосив про намір вивести війська своєї країни з Іраку. Іспанія виділила 1400 військових. Сапатеро, продемонструвавши свою вірність французькому погляду на події в Іраку, спочатку заявив, що, можливо, буде готовий, щоб іспанські війська залишалися частиною рішення в Іраку під керівництвом ООН. Оскільки цього явно не було на горизонті, він наказав їх вивести, яке розпочалося 20 квітня 2004 року і було завершено протягом шести тижнів.
Оголошення виборів в Іраку 22 листопада 2004 року зіграло ще одну важливу роль у повільному, обережному повторному залученні європейських країн. Нідерланди, які підтримали війну і головували в ЄС у 2004 році, прагнули сприяти практичної допомоги на виборах. Була направлена місія з наміром вивчити можливість участі європейських спостерігачів у виборах в Іраку.
Напередодні виборів Держсекретар США Колін Пауелл публічно висловив сподівання, що Організація з безпеки і співробітництва в Європі (ОБСЄ), яка відігравала важливу роль у нагляді за виборами в Україні, виконає подібні завдання в Іраку. Цього не відбулося, проте відповідальність за міжнародний нагляд за виборами 30 січня взяла на себе відносно невелика група з 35 співробітників ООН. Європейська комісія пожертвувала 31,5 мільйона євро на підготовку до виборів, яка включала програму навчання для іракських спостерігачів за виборчим процесом і направлення трьох європейських експертів до Багдада для роботи з місією ООН. Невеликий розмір цієї групи пояснюється проблемною ситуацією з безпекою в Іраку. Крім того, спеціальна група під назвою Міжнародна місія з виборів в Іраку спостерігала за виборчим процесом з Йорданії через побоювання, пов’язані з ситуацією з безпекою. До цієї місії входили члени з Сполученого Королівства, але жодної іншої країни ЄС.
Вибори були визнані успішними, і була створена модель справжньої, але обмеженої європейської підтримки політичного процесу в Іраку, від якої не було суттєво відхилено в наступних знакових подіях в Іраку. Таким чином, участь ЄС у референдумі щодо конституції полягала у внеску в розмірі 20 мільйонів євро на конституційний процес, який знову ж таки направлявся через органи ООН, які працюють над референдумом. Успішне проведення референдуму вітали європейські уряди та Комісія. Проте пряме європейське залучення не було ознакою процесу референдуму.
Політика «подалі руки» Франції, Німеччини та країн, які виступали проти війни, здавалася їм виправданою нездатністю повернути стабільність Іраку після повалення Саддама Хусейна. Подальші втечі з проамериканського табору відбулися в 2006 році. Вибори в Італії в травні 2006 року привели до влади коаліцію під назвою Союз . Новий прем'єр-міністр Романо Проді використав свою першу промову в парламенті після перемоги, щоб виступити з різкою критикою війни в Іраку. Він назвав це "серйозною помилкою", яка може розпалити війну на Близькому Сході. Проді оголосив про свій намір відкликати зобов'язання Італії щодо 2700 військових в Іраку. Це, разом із значним скороченням польського контингенту в Іраку, залишило Сполучені Штати зі своїми британськими союзниками майже на самоті в спробах зберегти свої зобов’язання в Іраку.

## Європейські економічні відносини з Іраком
Європейське фінансування та допомога для відновлення Іраку були обмежені. Знову ключовим фактором тут стала протидія вторгненню основних європейських країн. На конференції донорів у Мадриді в жовтні 2003 року, незабаром після вторгнення, на відновлення Іраку було внесено 33 мільярди доларів. З цієї суми 20 мільярдів доларів надійшло зі Сполучених Штатів, 5 мільярдів пожертвувала Японія, 1 мільярд – Сполучене Королівство. Франція відмовилася робити будь-який внесок. Загалом інші країни-члени ЄС пожертвували 1,5 мільярда доларів. Європейський рівень допомоги новому Іраку залишився на скромному рівні. Європейська комісія як орган пожертвувала 518,5 мільйонів євро. Індивідуальний внесок змінювався залежно від позиції країни щодо війни, але в цілому залишався низьким.
У листопаді 2004 року чутливе питання державного боргу Іраку було вирішено в угоді між новим урядом Іраку та державами-членами Паризького клубу. Було узгоджено великий план скорочення боргу, який дозволить зменшити борг на 80 відсотків протягом трьох етапів, пов’язаних із дотриманням Іраком стандартної програми Міжнародного валютного фонду.
Що стосується торгівлі з Іраком, то Сполучені Штати є її основним торговим партнером, на які припадає 40,7% загальної суми торгівлі. На другому місці ЄС з 20,7 відсотка. ЄС також є другим за величиною експортером до Іраку. Щодо імпорту, то в міру зростання видобутку нафти в Іраку відповідно збільшився експорт енергоносіїв до Європи. Зараз Ірак посідає десяте місце серед найбільших поставок енергоносіїв до Європи. Проте Ірак відповідає лише за 1,4 відсотка загального європейського імпорту енергоносіїв. Таким чином, до відновлення рівня торгівлі до 1991 року попереду ще довгий шлях. Торгівля різко впала в 1991 році, а потім знову піднялася після початку програми «Нафта в обмін на продукти харчування» в 1997 році. До 2001 року на ЄС припадало 33,3 відсотка загальної торгівлі та 55 відсотків імпорту Іраку, після чого він знову почав скорочуватися.
Таким чином, європейська економічна взаємодія з Іраком збільшується, і можна очікувати, що вона буде продовжувати зростати залежно, в кінцевому рахунку, від рівня стабільності в Іраку. Однак європейська допомога на відновлення в Іраку була скромною, і тут важливі політичні фактори. Країни, які виступали проти війни, не бажали робити значний внесок у відбудову Іраку в процесі, який вони вважали принципово нелегітимним. Відмова Франції зробити будь-які пожертви на конференції в Мадриді в жовтні 2003 року є, мабуть, найяскравішим прикладом цього.